# Charles Roka
Charles Roka (Róka Károly, 1912-1999) fue un pintor húngaro que vivió en Noruega, cuyo nombre llegó a ser sinónimo de kitsch en el arte.
Roka nació en Hungría en 1912. Después de estudiar en la Academia de Arte en Budapest, viajó por Europa. En 1937 finalmente se estableció en Noruega, donde vivió en Bærum, en las afueras de Oslo, donde cursó un año en la academia.
En 1939 pintó su primer cuadro de una chica gitana medio desnuda que había visto en Marsella un par de años antes. Su variaciones sobre la chica gitana desnuda le ayudaron enriquecerse pero no fue reconocido como un artista.
Roka era despreciado por la comunidad artística, pero era del agrado del público. Llegó a ser muy famoso con sus numerosas variaciones de la "Chica Gitana", representando gitanas de apariencia exótica, pintadas en el estilo de pin-up, o retratos sentimentales de niños con sus perros como mascotas. Su otro favorito tema fue folclore húngaro, especialmente "Gitanos bailando csárdás" (un baile húngaro).
Roka celebró exposiciones en Madrid, Barcelona y Lausanne, siendo muy popular entre el público escandinavo. En 1982 la enfermedad le incapacitó para seguir pintando. 
En 2005 el Haugar Vestfold Kunstmuseum exhibió alrededor de 80 cuadros suyos. Se tituló The prince of Kitsch (El Príncipe de Kitsch). Lo fue la primera vez que una galería venerable admitió a Roka entre sus paredes.
- Datos: Q3666587